# Alles was verboten ist
Alles was verboten ist (Originaltitel: The Impossible Years) ist ein US-amerikanischer Spielfilm des Regisseurs Michael Gordon aus dem Jahr 1968. Das Drehbuch verfasste George Wells. Es beruht auf dem Theaterstück „The Impossible Years“ des Autorengespanns Robert Fisher und Arthur Marx. Die Hauptrollen sind mit David Niven,  Lola Albright und Christine Ferrare besetzt. Im Produktionsland kam der Film das erste Mal am 5. Dezember 1968 in die Kinos, in der Bundesrepublik Deutschland am 24. Januar 1969.

## Handlung
Wie man mit der aufbegehrenden Jugend zu Rande kommen soll, ist in Amerika ein beliebtes Frage-und-Antwort-Spiel geworden. Auch Dr. Kingsley, ein bekannter Psychiater an der Universität, wird darauf ganz schnell eine Antwort finden müssen. Eben noch weise lächelnd angesichts unfröhlichen Treibens von Polizei und Studenten über die Aufzucht der eigenen Brut dozierend, erstirbt ihm solches auf den Lippen: er erfährt, dass die Flamme des Aufruhrs in der eigenen Hütte züngelt – die beiden Teenager-Töchter schicken sich nämlich an, der elterlichen Autorität mit den Ergebnissen einer betont liberalen Erziehung gründlich das Wasser abzugraben. Als ein bärtiger junger Mann unentwegt mit dem Motorrad durchs Blumenbeet fährt, der Tochter abenteuerlicher Freundeskreis im Hause tobt, diese später dann minderjährig heimlich heiratet, da treibt es den gepeinigten Vater sowohl zu gesteigertem Whiskykonsum als auch zu der Erkenntnis, dass seine Sanktionen – dem Boden theoretisch brillanter Wissenschaftlichkeit entwachsen – in der Praxis wirkungslos verpuffen.
Nach einer halsbrecherischen Verfolgungsjagd seiner älteren Tochter wird Dr. Kingsley von einem Hindernis gestoppt, aus dem Motorradsattel katapultiert und landet zu Füßen des Berufungsausschusses, der ihn soeben zum Leiter der Psychiatrischen Abteilung der Universität gemacht hat. Ein schmerzvolles, doch zufriedenstellendes Ergebnis.

## Kritik
Der Evangelische Film-Beobachter zieht folgendes Fazit: „Die Bemühungen eines Psychiaters, wissenschaftsfundierte Erkenntnisse bei seinen Töchtern in die Tat umzusetzen. Im filmisch adaptierten Theaterstück enthüllt sich die köstliche Geschichte, wie diese Versuche beinahe scheitern. Für einen heranwachsenden und davon betroffenen Jugendlichen ein ziemliches Vergnügen.“ Auch das Lexikon des Internationalen Films kommt zu einer positiven Einschätzung: „David Niven als selbstsicherer Psychologieprofessor, dessen liberale Lehrweisheiten vom «regelwidrigen» Verhalten seiner Tochter arg erschüttert werden. Eine gagreiche Hollywood-Komödie.“